# Michel Guillet (cyclisme)
Pour les articles homonymes, voir Guillet.
Michel Guillet (né le 12 juillet 1958 à Genève) est un coureur cycliste suisse, actif dans les années 1970 et 1980.

## Biographie
En 1980, Michel Guillet termine cinquième du Tour de Corse,, alors qu'il est encore amateur. Il court ensuite au niveau professionnel en 1982 au sein de l'équipe Sem-France Loire-Campagnolo. 

## Palmarès
- 1976
  - Tour du Pays de Gex-Valserine
  - 2e du Tour du Chablais
- 1980
  - 2e du Grand Prix du Faucigny
- 1981
  - 3e du Grand Prix de Chardonnay